# 王祯 (北魏)
王祯（476年—514年5月19日），字宗庆，乐浪遂城（今朝鲜平壤市）人，北魏官员，王基的哥哥。
王祯出身乐浪王氏，墓誌记载为商朝箕子後裔。五世祖王波，前燕仪同三司，封武邑郡公；高祖王礼班，散骑常侍、平西将军、给事黄门侍郎，封晋阳县侯；曾祖王定国，北魏库部给事中、河内太守，封博平县男；祖父王唐成，北魏广武将军、东宫侍郎，封合肥县子；父亲王光祖，宁远将军、淮阳太守、徐州长史、司州中正，封晋阳县男。乐浪王氏是北周明德皇后、王盟，唐代王毛仲、王思礼的氏族。
王祯初任员外散骑侍郎，袭封晋阳县开国男，转外任担任恒州治中。延昌三年四月初十（514年5月19日），卒于洛阳，时年三十九岁。1929年，王禎墓誌在洛陽護駕庄出土，墓誌保存于西安碑林博物館。